# Lichtenrade

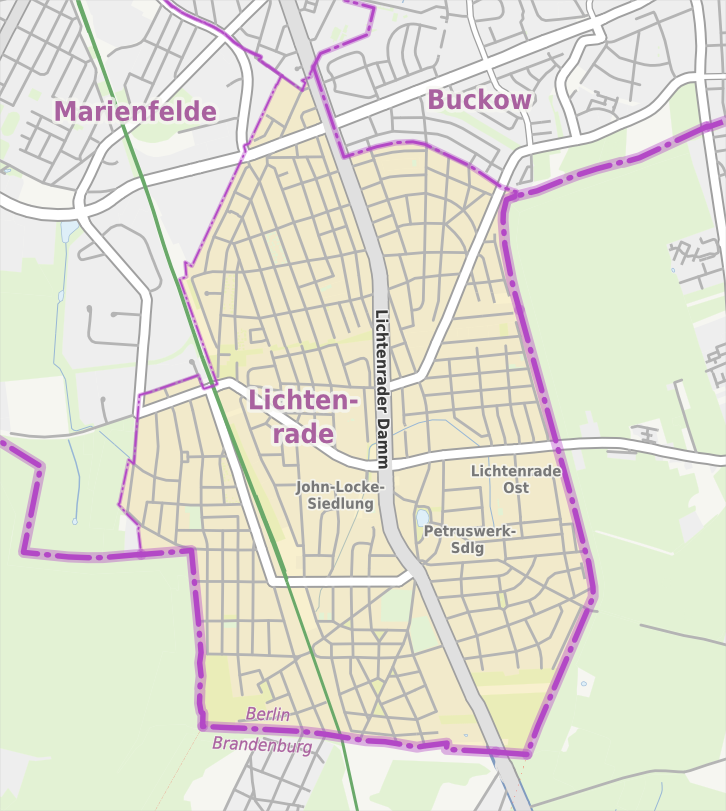
Mappa del quartiere

Lichtenrade è un quartiere (Ortsteil) di Berlino, appartenente al distretto (Bezirk) di Tempelhof-Schöneberg.

## Storia
Già comune autonomo, Lichtenrade venne annessa alla "Grande Berlino" nel 1920, venendo assegnata al distretto di Tempelhof.